# إقليم البراري
إقليم البراري أو الساحل الدلتاوي المصري، هو إقليم مصري يقع على الشريط الساحلي لدلتا النيل المطلة على البحر الأبيض المتوسط في أقصى شمال مصر. ويضم الإقليم محافظة كفر الشيخ بأكملها والجانب الشمالي الشرقي لمحافظة الدقهلية الواقعة غرب فرع دمياط.